# بسرين
بسرين هي قرية لبنانية من قرى قضاء عاليه في محافظة جبل لبنان.